# Пакер Тауншип (округ Карбон, Пенсільванія)
Пакер Тауншип (англ. Packer Township) — селище (англ. township) в США, в окрузі Карбон штату Пенсільванія. Населення — 1029 осіб (2020).

## Демографія
Згідно з переписом 2010 року, у селищі мешкало 998 осіб у 396 домогосподарствах у складі 295 родин. Було 440 помешкань
Расовий склад населення:
| - 97,7 % — білих - 0,3 % — корінних американців - 0,1 % — чорних або афроамериканців - 0,1 % — азіатів - 1,1 % — осіб інших рас |

До двох чи більше рас належало 0,7 %. Частка іспаномовних становила 1,5 % від усіх жителів.
За віковим діапазоном населення розподілялося таким чином: 20,3 % — особи молодші 18 років, 62,2 % — особи у віці 18—64 років, 17,5 % — особи у віці 65 років та старші. Медіана віку мешканця становила 46,3 року. На 100 осіб жіночої статі у селищі припадало 102,4 чоловіків;  на 100 жінок у віці від 18 років та старших — 99,7 чоловіків також старших 18 років.
Середній дохід на одне домашнє господарство  становив 69 690 доларів США (медіана — 57 500), а середній дохід на одну сім'ю — 75 739 доларів (медіана — 66 429). Медіана доходів становила 52 344 долари для чоловіків та 35 313 долари для жінок. За межею бідності перебувало 3,3 % осіб, у тому числі 1,4 % дітей у віці до 18 років та 4,6 % осіб у віці 65 років та старших.
Цивільне працевлаштоване населення становило 520 осіб. Основні галузі зайнятості: освіта, охорона здоров'я та соціальна допомога — 23,3 %, виробництво — 16,0 %, транспорт — 12,3 %, роздрібна торгівля — 11,5 %.